# 八木一夫 (国土交通官僚)
八木 一夫（やぎ かずお、1962年8月4日 - ）は、日本の国土交通官僚。独立行政法人自動車事故対策機構審議役や、海上保安庁交通部長、国土交通省近畿運輸局長等を経て、港湾近代化促進協議会理事長。

## 人物・経歴
東京都出身。東京大学法学部卒業。大学時代は運動会漕艇部に所属。1987年運輸省入省、地域交通局総務課。1990年海上保安庁警備救難部航行安全課企画調査係長。同年総理府国土庁長官官房総務課総括係長。1991年運輸省中国運輸局企画部地域交通企画課長。1992年運輸省鉄道局総務課補佐官。1994年運輸省航空局監理部総務課航空企画調査室補佐官。1995年運輸省大臣官房付、外務研修。1996年外務省在インドネシア日本国大使館二等書記官。1999年運輸省運輸政策局総合計画課補佐官。
2001年国土交通省政策統括官付政策調整官付課長補佐。2002年国土交通省大臣官房総務課企画官。2003年中部国際空港株式会社総務部総務グループ課長（グループリーダー）。2005年国土交通省航空局飛行場部管理課空港地域活性化調整室長。2007年気象庁総務部経理管理官。2009年国土交通省自動車交通局保障課長。2011年国土交通省大臣官房参事官（自動車局（保障））。同年国土交通省航空局航空ネットワーク部首都圏空港課長。この間、独立行政法人経済産業研究所コンサルティングフェローなども務めた。
2012年独立行政法人自動車事故対策機構審議役。2014年国土交通省港湾局総務課長。2016年海上保安庁交通部長。
2018年7月31日、国土交通省近畿運輸局長に就任し、人口減少社会への対応のための地方自治体との連携強化や、労働力確保、Mobility as a Serviceなどの施策を推進したほか、大阪市で開催された第14回20か国・地域首脳会合の対応にもあたった。2020年には手ずから命令書を渡す異例の対応で、事故が相次いだ神戸市バスへの使用停止命令を下した。2020年4月1日、国土交通省大臣官房付、即日辞職。同年港湾近代化促進協議会理事長。